# Chìa khóa Vũ trụ của George
Chìa khóa Vũ trụ của George (tựa gốc tiếng Anh: George's Secret Key to the Universe) là một cuốn tiểu thuyết gay cấn dành cho thiếu nhi mang chủ đề khám phá vũ trụ được viết bởi Lucy Hawking và bố cô Stephen W. Hawking (nhà vật lý lý thuyết người Anh). Tác phẩm được vẽ minh hoạ bởi Garry Parson, trong khi Christophe Galfard là người cộng tác với Stephen Hawking ở phần cốt truyện, tình tiết, hình ảnh khoa học trong cuốn sách này. Chìa khóa Vũ trụ của George sẽ dẫn độc giả vào một cuộc phiêu lưu kỳ diệu bằng những khám phá khoa học mới nhất của Stephen Hawking. Ngoài ra, đây cũng là cuốn sách đầu tiên mà Stephen Hawking viết cùng con gái.
Cuốn sách được phát hành tại Việt Nam từ 2008 qua bản dịch của dịch giả Lê Minh Đức, do Nhà xuất bản Văn học ấn hành.